# 小栗山站
小栗山站（日语：／ Koguriyama eki */?）是位於青森縣弘前市大字小栗山，屬於弘南鐵道的大鰐線車站。車站編號為KW 06。
根據「2022年國土數值情報」顯示，本站與鄰站松木平站同為弘南鐵道所有車站中使用量第二最少，每天平均乘降人數只有7人。車站東北端及西南端皆為農地，只有南端才有較為稀疏的民居。

## 車站構造
本站採用簡易車站模式運作，沒有設置站房。出入口建於縣道127號旁。

### 月台配置
本站設有1座側式月台，長度約50米，有效長度為2輛。月台上設有候車室，除此以外便沒有其他設施。列車靠站時往大鰐方向為右側上落；往弘前方向則為左側上落。
| 路線   | 方向 | 前往         |
| ------ | ---- | ------------ |
| 大鰐線 | 下行 | 中央弘前方向 |
| 大鰐線 | 上行 | 大鰐方向     |

## 歷史
- 1952年1月26日：弘前電氣鐵道（日语：弘前電気鉄道）車站啟用。
- 1970年10月1日：弘前電氣鐵道轉讓至弘南鐵道，成為弘南鐵道大鰐線車站。
- 2020年10月10日：加入車站編號[2][3][4]。

## 使用狀況
| 1日上落車人次 | 1日上落車人次 |
| 年度          | 1日平均人次   |
| ------------- | ------------- |
| 2011年        | 13            |
| 2012年        | 14            |
| 2013年        | 12            |
| 2014年        | 14            |
| 2015年        | 15            |
| 2016年        | 17            |
| 2017年        | 18            |
| 2018年        | 9             |
| 2019年        | 8             |
| 2020年        | 14            |
| 2021年        | 12            |
| 2022年        | 7             |

## 相鄰車站
弘南鐵道
大鰐線
松木平（KW 07）－小栗山（KW 06）－千年（KW 05）

## 外部連結
- 小栗山站（日語） （各站資訊） - 弘南鐵道